# Maesa montis-wilhelmi
Maesa montis-wilhelmi är en viveväxtart som beskrevs av P. van Royen. Maesa montis-wilhelmi ingår i släktet Maesa och familjen viveväxter. Inga underarter finns listade i Catalogue of Life.